# Vilém Flusser
Profesor Vilém Flusser (12. května 1920, Praha – 27. listopadu 1991 poblíž česko-německých hranic) byl český filozof, který po většinu života působil v Brazílii. Zabýval se jazykem, obrazy a komunikací současné doby.

## Život
Narodil se v Praze v židovské rodině. Je bratrancem Davida Flussera. Už od mládí byl součástí židovského, českého i německého jazykového a kulturního prostředí. Absolvoval první semestr na Právnické fakultě UK, v březnu 1939 uprchl z Prahy před nacisty. Jeho rodina byla nacisty vyvražděna. Přes Velkou Británii se dostal do Brazílie, kde se usadil a vzdělával se dál jako samouk.
V roce 1962 se stal členem Brazilského filosofického institutu, v jehož časopise mu vycházela řada esejí. V São Paulu později vyučoval filozofii komunikace a koncepčně se podílel na vzniku katedry teorie komunikace.
Od sedmdesátých let pobýval v Provence ve Francii. Zemřel při autohavárii na česko-německých hranicích 27. listopadu 1991, když se vracel ze své druhé pražské přednášky v Goethe-Institutu. Tu první, Fotografie a dějiny, pronesl 8. června 1991 v galerii Pražský dům fotografie. Šlo o jediný veřejný projev, jejž kdy filosof vedl v řeči rodné země, tedy v češtině.
Flusser byl do jisté míry mimonárodní člověk – podle vlastních slov se však nikdy nepřestal cítit Pražanem; podstatnou část života prožil v Brazílii, uměl česky, portugalsky, anglicky, hebrejsky, německy, francouzsky. První knihu – Jazyk a skutečnost – napsal portugalsky, po r. 1966 psal stále více německy.

## Myšlenky
Flusser byl kromě své životní zkušenosti ovlivněn zejména Wittgensteinem a Nietzschem. Hlavními tématy jeho filozofie jsou jazyk, automat a vztah budoucnosti, minulosti a přítomnosti.

### Jazyk
První článek nazvaný O portugalštině (1960) je filosofickým „vyznáním lásky“ tomuto jazyku a naznačuje spolu s další esejí Pokus o průzkum ontologického významu jazyka (1962), diskurzní zkoumání jazyka v „brazilském období“. Téma překladu je červenou nití, která spřádá autorovy vize jazyka jako celku, implikujícího strukturu skutečnosti.
Při překladu se objevuje relativita skutečnosti, její vztah ke konkrétnímu jazyku, který ji utváří. Poznané vždy závisí na kategoriích jazyka, v němž se poznává. Skutečnost se děje v řeči, „něco“ se stává skutečným teprve tehdy, je-li to vyslovováno v rozmluvě intelektů – tím se vymezuje povaha a hranice skutečnosti. Flusser zavádí vlastní pojmové nástroje – vrstvy řeči. Dvě základní formy činnosti intelektu jsou podle něj poezie a rozmluva – aktivity, z nichž povstává nová skutečnost. Poezie nová témata uvádí/předkládá, rozmluva je rozvádí/rozkládá.
V práci Jazyk a skutečnost předkládá Flusser svou vizi o roli jazyka – ztotožňuje jej se strukturou kosmu. Tvrdí, že poznání, skutečnost a pravda jsou aspekty jazyka. Věda a filosofie jsou metody průzkumu jazyka a náboženství a umění jsou disciplíny, v nichž se jazyk tvoří. Snaží se ve svém přístupu přiblížit se fenomenologické metodě zkoumání. Zamýšlí se nad pluralitou jazyků, jejíž existence odhaluje relativitu „kategorií poznání“. Člověk je obklopen „syrovými daty“, které se stávají skutečností, až když jsou artikulována v podobě slov. Skutečnost je tedy souhrn jazyků. A zde se dostáváme k momentu, který může být příspěvkem Flussera k metodologii vědy – a sice uvědomění si role jazyka ve vědě. Syrová data se mohou uskutečnit v rámci jednoho jazyka, stejně tak jako intelekt, který onu skutečnost zkoumá. S vědou se objevuje nový jazyk – jazyk definic a pojmů. Podle Flussera je věda sama zvláštním jazykem a mezi jazyky a vědecké poznání je smysluplné pouze ve vztahu k tomuto jazyku.

### Čas
Obraz a zobrazování u Flussera je způsob nahlížení a vnímání okolního světa člověkem. Archaický člověk si k tomuto vytvořil symboly a tyto si složil do obrazů. Ve chvíli, kdy obrazy byly už příliš složité, pokusil se je vysvětlit za pomoci písma. Ryze lineární povaha písma však přinesla do chápání nový prvek – čas. (Obraz nic takového neobsahuje.) Vznik dějin a historičnost Evropy v protikladu k cykličnosti jiných kultur je přímým důsledkem písma.

### Automaty
Přílišná složitost textů moderní doby způsobila opětný návrat k obrazům. Vědecký text se zobrazuje do technického obrazu – vynálezu a tento obraz nyní vysvětluje text. Ve chvíli, kdy přestaneme chápat původ technického obrazu, stává se pro nás skutečností a přestává být obrazem. Na takový Automat se díváme jako na pouhou černou skříňku, nechápeme, jak funguje. Automatem nemusí být jen aparát technický (fotoaparát), ale stejně dobře třeba politická strana. Pojem automat je Flusserem používán jako metafora pro jakýkoli systém, který je nahlížen a používán jako black box (černá skříňka), tzn. jako mechanismus, u kterého kontrolujeme pouze vstupy a výstupy, aniž bychom věděli, co se odehrává uvnitř. Automat necharakterizuje ani tak věc, jako spíš vztah, který k ní zaujímáme. Neschopnost vidět pod povrch a omezení se na pouhé sledování vstupů a výstupů lze potom vidět jako obecnější jev současné doby v souvislosti s mnoha problémy (vztah k lidem, politice a veřejnému životu, moderní technice).
Toto téma zkoumá Flusser do hloubky v knihách Do universa technických obrazů a Za filosofii fotografie. Kritickou reakci na některé jeho názory lze nalézt v knize Pospojovaný svět od Antonína Kosíka.[zdroj?]